# Mengenabweichung
Eine Mengenabweichung (oder Verbrauchsabweichung) liegt in der Abweichungsanalyse und Kostenrechnung vor, wenn die Istmenge von der Sollmenge abweicht.

## Allgemeines
Sollmengen sind Planungsgrößen, Istmengen dagegen die tatsächlich vorkommenden Größen. Mengenabweichungen gehören wie die Preisabweichungen und Sekundärabweichungen zu den Kostenabweichungen, bei denen Sollwerte den Istwerten in Form eines Soll-Ist-Vergleichs gegenübergestellt werden. Während Preisabweichungen die Sollkosten und Istkosten vergleichen, befasst sich die Mengenabweichung mit Verbrauchsmengen.

## Ermittlung
Bei der Mengenabweichung {\displaystyle M} wird der Planpreis {\displaystyle p_{P}} der Differenz aus Planmenge {\displaystyle M_{P}} und Istmenge {\displaystyle M_{I}} gegenübergestellt:
{\displaystyle M=p_{P}\cdot (M_{P}-M_{I})}.
Eine Multiplikation von Preisen mit Verbrauchsmengen ergibt die Kosten, so dass die Unterschiede zwischen Soll- und Istwerten die Kostenabweichung darstellen.
Die Kombination von Mengen- und Preisabweichung ergibt schließlich die Sekundärabweichung {\displaystyle S}:
{\displaystyle S=(M_{P}-M_{I})\cdot (p_{P}-p_{I})}.
Sie entspricht der multiplikativen Verknüpfung von Preis- und Mengenänderungen.

## Beispiel
```
   Die Planbeschäftigung (= Vollbeschäftigung) einer Kostenstelle beträgt:	3.400 Stück
   Die Plankosten belaufen sich dabei auf:					6.710 €
```

```
   Der Fixkostenanteil beträgt 60 % der Plankosten (also Fixkosten = 4026)
   Berechnung: 6710 – 4026 = 2684 (variable Kosten)
```

```
   Die Ist-Beschäftigung beträgt:			                        2.920 Stück
   Dabei sind Ist-Kosten angefallen in Höhe von:	                        4.320 €
```

```
   (Istkosten – Sollkosten)
   Berechnung: 4320-(4026+2684 

  

    

      

        
⋅

      

    

    
{\displaystyle \cdot }

  

 2920) / 3400 = −2011,08
   (Sollkosten = 6331,08)
```

## Wirtschaftliche Aspekte
Um die Ursache und Verantwortung für Kostenabweichungen zu bestimmen, werden die Mengenabweichungen der Kostenstellen weiter aufgegliedert, wobei lineare Kostenfunktionen
{\displaystyle K(x,e)=k_{f}+k_{v}\cdot x+k_{e}\cdot e}
unterstellt werden. Dabei ist die Beschäftigung ({\displaystyle x}) eine Handlungsvariable und die Auftragsanzahl ({\displaystyle e}) ein Einflussfaktor, wobei Fixkosten ({\displaystyle K_{f}}) und variable Kosten {\displaystyle K_{v}} zu berücksichtigen sind. In einer Plankostenrechnung (Vollkostenrechnung) werden die Gesamtkosten auf die Kostenträger verrechnet.